# Ipsilateraal
Ipsilateraal is de plaatsaanduiding van een lichaamsonderdeel dat in vergelijking met een gelijkaardig lichaamsonderdeel aan dezelfde kant ligt ten opzichte van een gezamenlijk referentiepunt zoals de lichaamsmediaan. Het voorvoegsel ipsi is afgeleid van het woord ipse, Latijn voor dezelfde.
Zo ligt de rechterduim ipsilateraal (aan dezelfde kant) als de rechtermiddelvinger.
Het tegenovergestelde is contralateraal.
superior · inferior · anterior · posterior 

craniaal · rostraal · caudaal 

proximaal · distaal 

ventraal · dorsaal · lateraal · mediaal
coronaal · sagittaal · mediaan · transversaal 

nasaal · temporaal · occipitaal 

contralateraal · ipsilateraal · bilateraal · unilateraal 

afferent · efferent